# WarioWare, Inc: Minigame Mania
WarioWare, Inc: Minigame Mania (メイド イン ワリオ? Made in Wario) è una raccolta di minigiochi del 2003 pubblicata da Nintendo per Game Boy Advance. Distribuito in America settentrionale come WarioWare, Inc.: Mega Microgame$!, è il primo capitolo della serie WarioWare che vede come protagonista Wario, personaggio di Mario.
Il gioco ha ricevuto una conversione per Nintendo GameCube dal titolo WarioWare, Inc.: Mega Party Game$!, una versione per Nintendo 3DS ed è stato distribuito per Wii U tramite Virtual Console.

## Trama
Un giorno Wario guardò un telegiornale in cui veniva annunciata la fama del videogioco Pyoro per Game Boy Advance e decise di arricchirsi fondando Wario Ware, Inc, un'azienda basata sullo sviluppo di videogiochi rompicapo, ed essendone il presidente. Dopo aver perciò comprato un computer, scoprì comunque che essere un programmatore di giochi elettronici è un lavoro molto complicato; così assunse come lavoratori della Wario Ware, Inc i suoi migliori amici: il fanatico dell'Hip hop Jimmy T., la fanciulla Mona, il cane ed il gatto taxisti Dribble e Spitz, le karateka Kate ed Ana, il giovane fan della Nintendo 9-Volt, lo scienziato Crygor e l'alieno Orbulon. L'azienda di Wario è finalmente stata fondata.
Di conseguenza Wario diviene per i suoi videogiochi famoso e ricchissimo, ma del tutto avido in quanto non vuole condividere i soldi tratti in profitto con gli amici fino ad arrivare al punto di sfuggire nello spazio. Tuttavia il suo razzo si sfonda con Crygor, con il quale precipita in mare. Il gioco si conclude dopo i titoli di coda con Wario giungere a riva con Crygor gridando da lontano : "Comunque sono sempre io! E odio TUTTI! Yaaarrghh!"